# Saenai Hiroin no Sodatekata
Saenai Heroine no Sodatekata (冴えない彼女(ヒロイン)の育てかた Saekano: How to Raise a Boring Girlfriend), auch bekannt als Saekano (冴えカノ) ist eine Light-Novel-Reihe von Fumiaki Maruto mit Zeichnungen von Kurehito Misaki, die zwischen 2012 und 2017 und insgesamt dreizehn Bände in der Hauptreihe hervorbrachte. Die Light Novel erhielt Umsetzungen in mehreren Mangareihen, eine Animeserie, als Videospiel.
Die Hauptreihe der Light Novel erschien im Verlag Fujimi Shobō im Magazin Fujimi Fantasia Bunko während die Ableger bei verschiedenen Verlegern veröffentlicht wurde. Im Jahr 2015 erhielt die Serie eine Umsetzung als Animeserie unter A-1 Pictures, die im Jahr 2017 eine zweite Staffel erhielt und insgesamt 25 Episoden umfasst. Im Oktober 2019 erschien der Kinofilm Saekano the Movie: Finale.

## Handlung
Tomoya Aki ist ein Oberschüler, der mit einer Teilzeittätigkeit Geld verdient, um seine Otaku-Lebensweise finanzieren zu können. Eines Tages begegnet er während der Frühlingsferien einem wunderschönen Mädchen. Einen Monat später stellt er fest, dass sie eine seiner Klassenkameradinnen und in der Klasse eher unscheinbar ist. In der Hoffnung, eine Visual Novel zu produzieren, wendet sich Aki an die Klassenschönheiten Eiri Spencer Sawamura um die Charaktere zu designen und Utaha Kasumigaoka, die das Spielszenario erarbeiten soll. Tomoya rekrutiert schließlich Megumi, das Mädchen, das er in den Frühlingsferien zum ersten Mal traf, als Sprecherin der Protagonistin des Spiels. Gemeinsam bilden sie den Dōjin-Entwicklerzirkel Blessing Software.
Die Serie folgt sowohl den Abenteuern der Charaktere während der Entwicklungszeit des Videospiels und deren Plänen, dieses später auf der Comiket zu verkaufen, als auch den emotionalen Verstrickungen innerhalb des Entwicklerteams.

## Charaktere

### Hauptcharaktere
Die Hauptcharaktere der Serie sind die Mitglieder des Dōjin-Entwicklerzirkels Blessing Software, deren Ziel die Entwicklung und Verkauf einer Visual Novel ist.
Tomoya Aki (安芸 倫也, Aki Tomoya)
Tomoya ist der Erzähler in der Light-Novel-Reihe. Er ist Schüler der Toyogasaki Academy und besucht dort das zweite Lehrjahr. Als Otaku erfreut er sich am Lesen von Mangas und Light Novels, sieht gerne Anime und spielt Bishojo-Spiele. Gemeinsam mit seiner Kindheitsfreundin und Mitschülerin Eriri und Utaha, die in ihrer Freizeit neben der Schule Romane schreibt, startet ein Projekt zur Entwicklung einer Visual Novel und rekrutiert die unscheinbare Megumi Kato. Innerhalb des Entwicklerzirkels fungiert er als Produzent, Regisseur und Programmierer. Des Weiteren managed er Michirus Band Icy Tail.
Megumi Kato (加藤 恵, Katō Megumi)
Megumi ist Tomoyas Klassenkameradin und der Titelcharakter, die, obwohl sie sehr hübsch ist, so gewöhnlich erscheint, dass sie in der Klasse nicht hervorsticht. Sie kennt sich etwas mit der Otaku-Szene aus. Ihr Verhältnis zu Tomoya wird als gewöhnlich beschrieben, sie steht ihm aber sehr nahe. Sie ist die Inspirationsquelle für Meguri, die Protagonistin des Videospiels. Sie lernt zu programmieren und unterstützt Tomoya beim Entwickeln der Visual Novel.
Eriri Spencer Sawamura (澤村・スペンサー・英梨々, Sawamura Supensā Eriri)
Eriri ist Tomoyas beste Freundin seit Kindheitstagen und besucht dieselbe Schule wie er. Sie ist im selben Jahrgang. Eriri gilt als aufstrebende Künstlerin und besucht den Kunstclub der Schule. Ihr Vater ist Brite und ihre Mutter Japanerin. Sie genießt innerhalb der Schulgemeinde ein großes Ansehen und verhält sich dementsprechend vornehm. Allerdings hat sie eine Leidenschaft für Videospiele und schreibt Adult-Manga unter ihrem Pseudonym Eri Kashiwagi für eine Gruppe, die Egoistic Lily heißt. Innerhalb des Entwickler-Zirkels ist sie für die Illustrationen und das Charakterdesign zuständig. Sie hegt überdies Gefühle für Tomoya.
Utaha Kasumigaoka (霞ヶ丘 詩羽, Kasumigaoka Utaha)
Utaha besucht die gleiche Schule wie Tomoya und absolviert ihr drittes Jahr an der Toyogasaki Academy. Sie ist eine Newcomer-Romanautorin, die ihre Werke unter dem Pseudonym Utako Kasumi veröffentlicht. Ihre erste Light Novel Koisuru Metronome erschien im Fushikawa Fantastic Bunko und konnte eine halbe Million Exemplare absetzen. Sie ist hübsch, freundlich und intelligent. Utaha kümmert sich um das Schreiben der Dialoge und der Handlung des Spiels. Im Laufe der Serie entwickelt sie Gefühle für Tomoya.
Izumi Hashima (波島 出海, Hashima Izumi)
Izumi besucht das dritte Jahr der Honoda Junior High und ist zwei Jahre jünger als Tomoya. Sie ist wie er ein Otaku und ist Teil des Dōjin-Kreises Fancy Wave. Durch Tomoyas Einfluss entwickelte sie ein Interesse an der Otaku-Kultur, weswegen sie ihm dankbar ist. Ihr Lieblings-Videospiel ist das Otome Game Little Love Rhapsody, seit er ihr ein Exemplar des Nachfolgers und die PlayStation Portable zum Geburtstag schenkte. Zwischen Izumi und Eriri besteht eine Rivalität, die dazu führt, dass Izumi Eriri auf der Winter Comiket herausfordert und sich als Illustratorin dem Zirkel ihres Bruders Iori, Rouge en Rouge, anschließt.
Michiru Hyodo (氷堂 美智留, Hyōdō Michiru)
Michiru ist Tomoyas Cousine. Sie besucht das dritte Jahr an einer Mädchen-Oberschule. Obwohl sie keine guten Noten schreibt ist Michiru ein vielseitiges Mädchen. Sie hat ein Talent für alle möglichen Tätigkeiten was dazu führt, dass sie eine Tätigkeit nicht lange aufrechterhalten kann. Ihre große Leidenschaft ist das Singen, weswegen sie als Sängerin und Gitarristen der Schülerband Icy Tail fungiert. Anfangs war sie nicht begeistert, dass ihr Cousin Tomoya ein Otaku ist, da sie viele Vorurteile gegenüber Otaku hatte. Als ihre übrigen Bandmitglieder ihr erklärten, dass jedes Bandmitglied Otaku ist, ändert sich ihre Sichtweise. Michiru steuert die Musik für die Visual Novel von Blessing Software bei.

### Nebencharaktere
Rouge en Rouge
Ein bekannter Dōjin-Zirkel, der die Veröffentlichung eines eigenen Spiels namens Towa to Setsuna no Évangile plant. Izumi steuert für dieses Spiel die Illustrationen bei. Der Kreis besteht aus Iori Hashima, Izumis Bruder und Repräsentant des Zirkels, und Akane Kosaka, eine Mangaka und Gründerin von Rouge en Rouge.
Fushikawa Shoten (不死川書店)
Fushikawa Shoten ist ein Verleger, der das Magazin Fushikawa Fantasy Bunko veröffentlicht. Sonoko Machida, eine Mitarbeiterin des Unternehmens, ist Utehas Lektorin.
Icy Tail (アイシー・テール, Aishī Tēru)
Icy Tail ist der Name eine All-female Band in der Michiru aktives Mitglied ist. Fast jedes Mitglied ist ein Otaku. Die Band besteht neben Gitarristin und Sängerin Michiru aus Tokino Himekawa, die ebenfalls Gitarre spielt, Echika Mizuhara am E-Bass und Schlagzeugerin Ranko Morioka.
Keiichi Kato (加藤 圭一, Katō Keiichi)
Keiichi ist Megumis Cousin und studiert an der Johoku Medical School.
Sayuri Sawamura (澤村 小百合, Sawamura Sayuri)
Sayuri ist die Mutter von Eriri. Es stellt sich heraus, dass sie eine Fujoshi ist.
Yoshihiko Kamigo (上郷 喜彦, Kamigō Yoshihiko)
Yoshihiko ist ein Freund von Tomoya.

### Charaktere aus Cherry Blessing
Cherry Blessing (cherry blessing 〜巡る恵みの物語〜 Cherī Buresshingu - Meguru Megumi no Monogatari, wörtlich Cherry Blessing: The Reincarnation Story of a Blessing) ist der Titel der Visual Novel, die die Protagonisten der Serie entwickeln.
Seiji Azumi (安曇 誠司, Azumi Seiji)
Seiji ist der männliche Protagonist der Visual Novel. Er ist die Reinkarnation von Soma Hinoe und hat verschwommene Erinnerungen seiner Vorfahren. Der Charakter basiert auf Tomoya Aki.
Soma Hinoe (丙 双真, Hinoe Sōma)
Soma ist Seijis Urgroßvater und erbte die Fähigkeit, sich an das erinnern zu können, was seine Vorfahren erlebt haben. Im Gegensatz zu seinem Großenkel sind diese Erinnerungen lebhaft.
Meguri Kano (叶 巡璃, Kanō Meguri)
Meguri ist eine der zwei Protagonistinnen des Spiels. Sie ist die Reinkarnation von Ruri Hinoe und besitzt wie Seiji die Fähigkeit, vage Erinnerungen ihrer Ahnen. Sie wird von Megumi dargestellt.
Ruri Hinoe (丙 瑠璃, Hinoe Ruri)
Ruri ist die zweite Protagonistin. Sie ist Meguris Urgroßmutter. Sie ist Somas Schwester und dessen Verlobte. Wie Soma besitzt auch sie die Fähigkeit sich an Ereignisse erinnern zu können, die ihre Vorfahren erlebt haben. Ihr Charakterdesign basiert auf Utaha.
Kirari Spider Kawamura (河村・スパイダー・きらり, Kawamura Supaidā Kirari)
Kirari ist ein weiterer wichtiger Charakter der Visual Novel. Sie ist Seijis Kindheitsfreundin. Ihr Charakter basiert auf Eriri.
Kaho Hibarigaoka (雲雀ヶ丘 歌穂, Hibarigaoka Kaho)
Kaho ist ein weiterer Charakter des Spiels und basiert ebenfalls auf Utaha.
Miharu Endo (炎藤 美晴留, Endō Miharu)
Miharu ist ebenfalls ein Charakter innerhalb des Spiels. Sie ist die Cousine von Seiji. Ihr Charakter ist von Michiru inspiriert worden.

## Umsetzungen

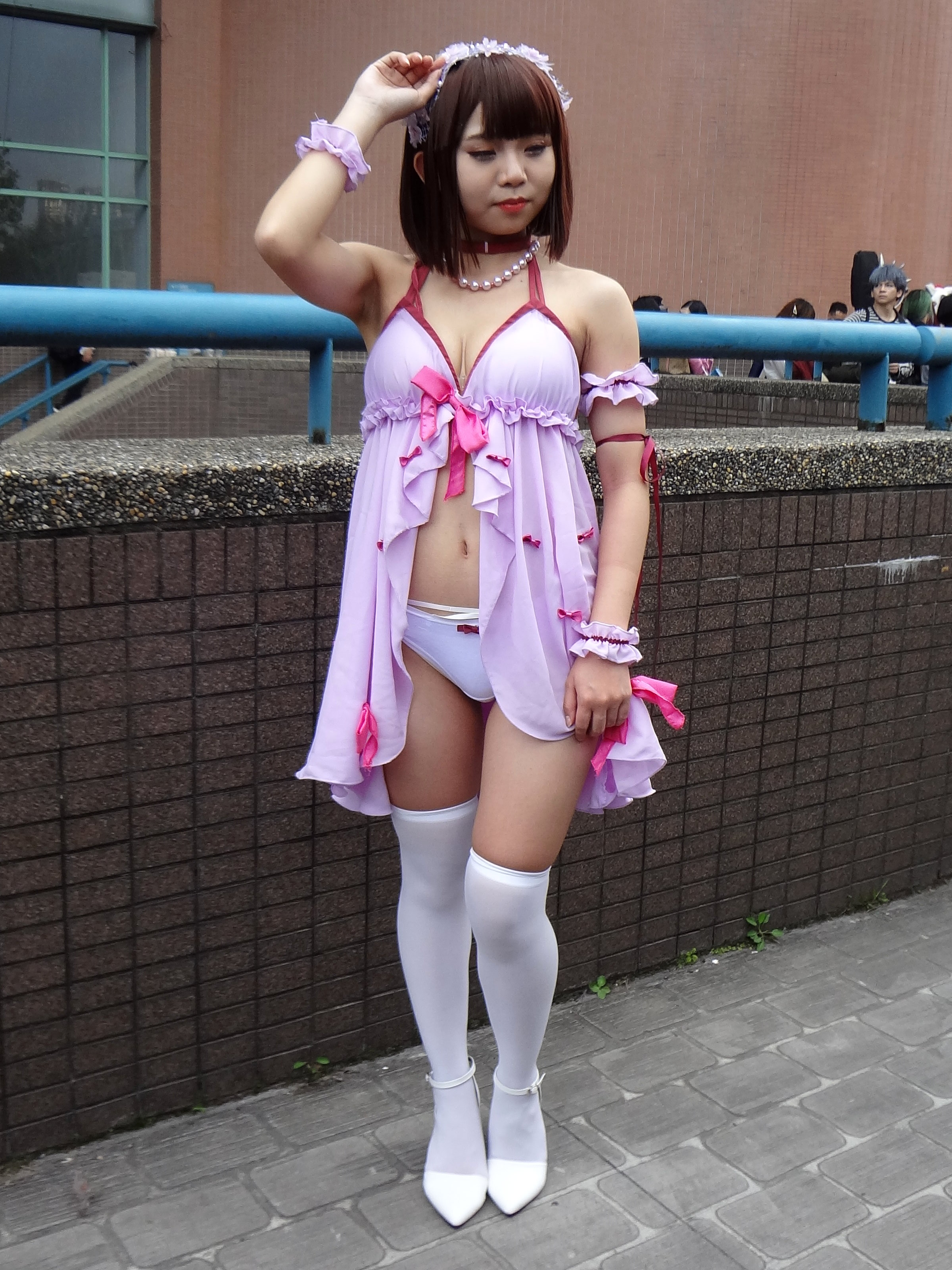
Eine Cosplayerin als Megumi Kato, 2018.

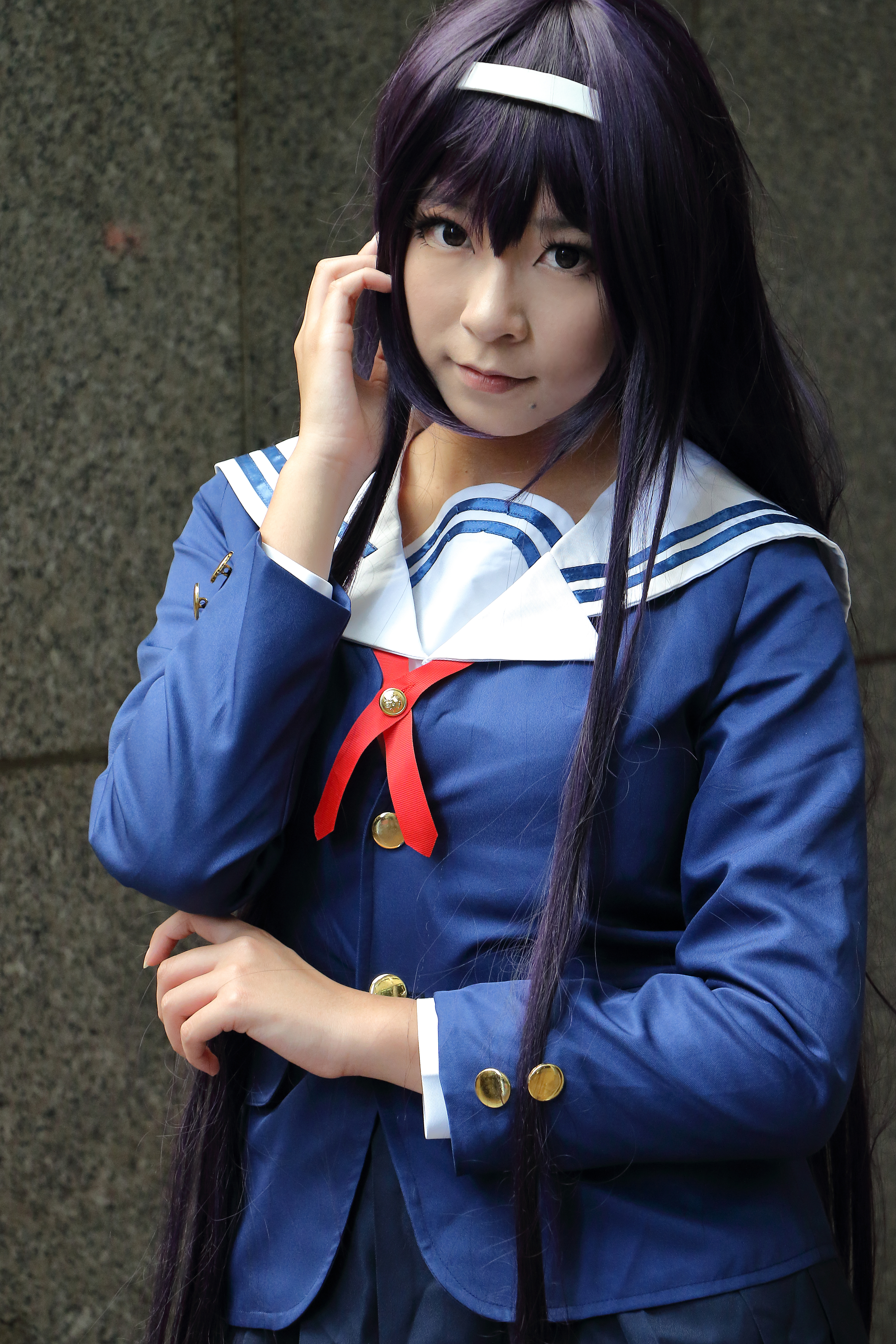
Cosplay von Utaha Kasumigaoka, 2016.

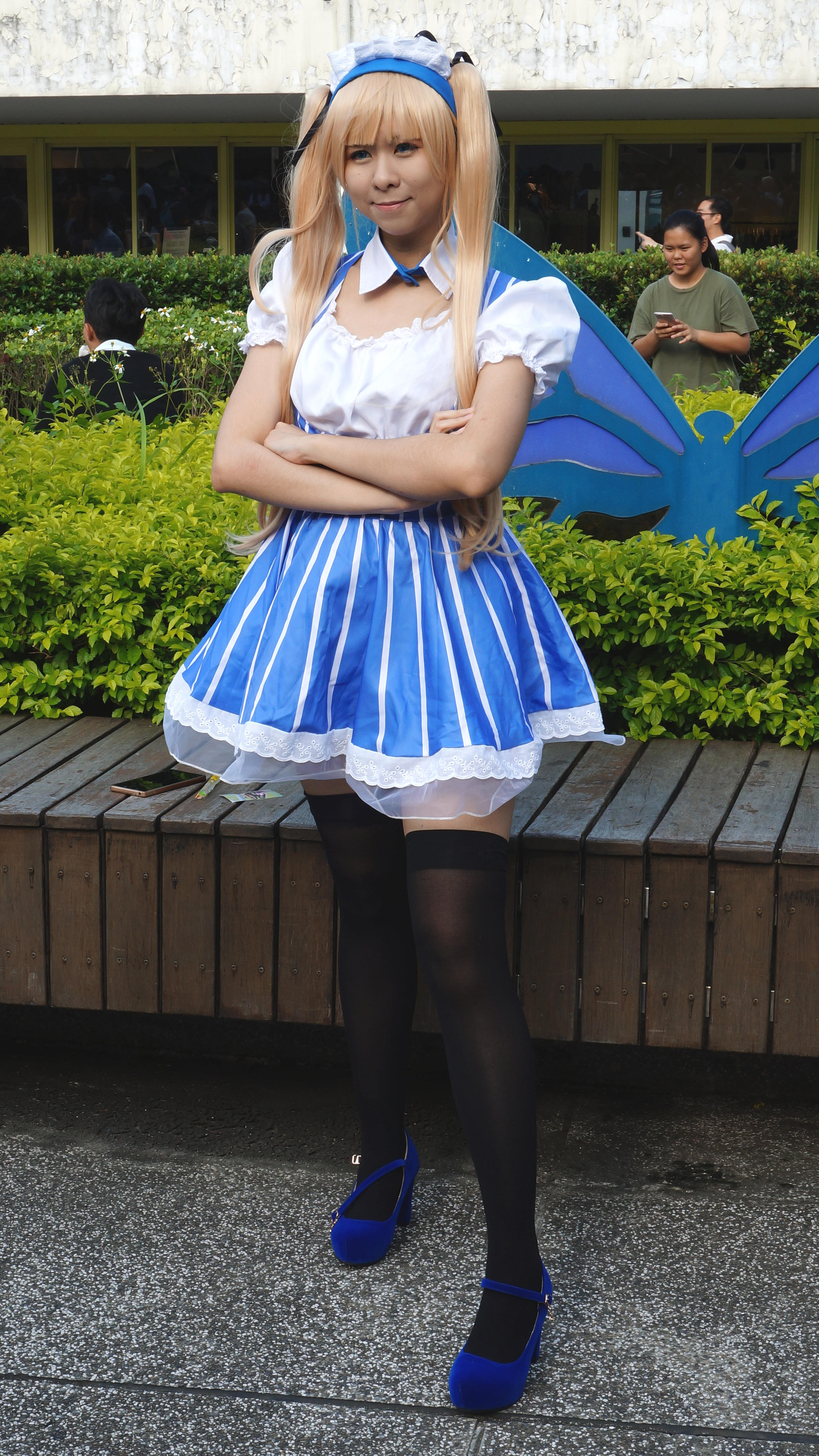
Ein Cosplay von Eriri Spencer Sawamura, 2019.

### Light Novel
Fumiaki Maruto startete die Light-Novel-Reihe am 20. Juli 2012. Das erste Werk erschien im Fushimi Fantasia Bunko des Verlages Fushimi Shobo. In einem Vermerk des zwölften Bandes gab Maruto bekannt, dass die Serie mit Erscheinen des dreizehnten Buches im Oktober 2017 enden werde. Im Februar 2015 erschien überdies mit Saenai Heroine no Sodatekata: Girls Side ein Ableger.

### Manga
Zwischen dem 9. Januar 2013 und dem 20. Oktober 2017 erschien ein Manga-Ableger, der acht Bände im Tankōbon-Format hervorbrachte und ebenfalls vom Autor der Light-Novel-Reihe, Fumiaki Maruto, geschrieben wurde im Monthly Dragon Age. Die Zeichnungen stammen aus der Feder von Takeshi Moriki. Yen Press veröffentlichte den Manga in englischer Sprache.
Ein Spin-off-Manga mit Illustrationen von Niito, Saenai Heroine no Sodatekata: Egoistic-Lily, erschien zwischen dem 4. Februar 2013 und dem 2. Mai 2014 im Young Ace des Publishers Kadokawa Shoten. Dieser wurde später in drei Bände im Tankōbon-Format herausgebracht. Ein weiterer Ableger erschien mit Saenai Heroine no Sodatekata: Koisuru Metronome mit Zeichnungen von Sabu Musha im Big Gangan von Square Enix. Dieser Manga erfuhr eine Auflage von zehn Bänden. Er erschien zwischen dem 24. August 2013 und dem 25. April 2018.

### Anime
Im März des Jahres 2014 wurde angekündigt, dass die Light-Novel-Serie eine Umsetzung als Animeserie erhalten werde und im Aniblock Noitamina des Fernsehsenders Fuji TV gezeigt werde. Der Anime entstand im Studio A-1 Pictures. Regie führte Kanta Kamei, während das Drehbuch von Fumiaki Maruta, der die Light-Novel-Serie sowie deren Ableger schrieb, verfasst wurde. Luna Haruna sang mit Kimiiru Signal das Opening; das Ending Colorful wurde von Miku Sawai eingesungen. Die dreizehn Episoden umfassende erste Staffel wurde zwischen dem 9. Januar 2015 und dem 27. März gleichen Jahres gezeigt. In Nordamerika wurde die erste Staffel von Aniplex of America lizenziert.
Eine zweite Staffel wurde unter dem Titel Saekano: How to Raise a Boring Girlfriend Flat (冴えない彼女ヒロインの育てかた♭ Saenai Hiroin no Sodatekata Furatto) bereits am 3. Mai 2015 angekündigt. Der Großteil des Produktionsteams der ersten Staffel war auch an der Entstehung der zweiten Staffel beteiligt. Die zweite Staffel wurde zwischen dem 13. April und 23. Juni 2017 auf Fuji TV gezeigt. Für die zweite Staffel sang Luna Haruna mit Stella Breeze erneut den Vorspanntitel, während die der Abspann der ersten zehn Folgen Pink Diary und für die letzten beiden Episoden Youth Prologue und von Moso Calibration gesungen wurden. Die zweite Staffel wurde exklusiv auf Amazon Video gestreamt.
Auf einem Fan-Event im Dezember 2017 wurde die Produktion eines Kinofilms unter dem Titel Saekano the Movie: Finale angekündigt. Für die Produktion zeichnete das Animationsstudio CloverWorks verantwortlich. Als Regisseurin wurde Akihisa Shibata engagiert. Der Hauptteil der Besetzung aus der Animeserie arbeitete zudem am Film mit. Der Film feierte am 26. Oktober 2019 in Japan Kinopremiere. Luna Haruna sang mit glory days das Titellied des Kinofilms.
Anfang Juni 2021 gab der deutsche Anime-Verleger peppermint Anime bekannt, die komplette Serie als auch den Film in deutscher Synchronisation auf DVD und Blu-ray Disc zu veröffentlichen.

#### Synchronisation
Die Synchronisation entstand im Tonwerk München. Dialogregie übernahm Eckart Goebel, während Kathrin Stoll, Jana Dunja Gries, Julia Bautz, Eleni Möller-Architektonido und Marie-Jeanne Widera für die Dialogbücher zuständig waren.

| Rolle                  | Japanischer Sprecher (Seiyū)         | Deutscher Sprecher      |
| ---------------------- | ------------------------------------ | ----------------------- |
| Tomoya Aki             | Yoshitsugu Matsuoka Yō Taichi (Kind) | Tobias John von Freyend |
| Eriri Spencer Sawamura | Saori Ōnishi                         | Leslie-Vanessa Lill     |
| Utaha Kasumigaoka      | Ai Kayano                            | Maren Rainer            |
| Megumi Katō            | Kiyono Yasuno                        | Angelina Markiefka      |
| Michiru Hyōdō          | Sayuri Hayagi                        | Léa Mariage             |
| Iori Hashima           | Tetsuya Kakihara                     | Manuel Scheuernstuhl    |
| Izumi Hashima          | Chinatsu Akasaki                     | Anni C. Salander        |
| Tokino Himekawa        | Eri Suzuki                           | Marie-Jeanne Widera     |
| Ranko Morioka          | Yō Taichi                            | Amira Leisner           |
| Echika Mizuhara        | Rui Tanabe                           | Lara Wurmer             |
| Sonoko Machida         | Hōko Kuwashima                       | Tatjana Pokorny         |
| Sayuri Sawamura        | Mai Nakahara                         |                         |
| Keiichi Katō           | Sōma Saitō                           | Felix Mayer             |

### Videospiel
Am 30. April 2015 erschien die Visual Novel Saenai Heroine no Sodatekata: -blessing flowers-, die auf der Animeserie basiert, für die Handheld-Konsole PlayStation Vita. Das Spiel verwendet die Live2D-Software, die dafür sorgt, dass die Charaktere mithilfe von CGI animiert werden, aber dabei die 2D-Grafik nicht verändert.